# Wanna Be Startin’ Somethin’
«Wanna Be Startin’ Somethin’» (с англ. — «Что-то затеваешь») — четвёртый сингл из шестого студийного альбома американского музыканта Майкла Джексона Thriller. Была написана Джексоном для его предыдущего альбома Off The Wall, и перезаписана в 1982 году для Thriller. Спродюсирована Куинси Джонсом и самим певцом. Текст песни направлен против сплетен и СМИ.
Композиция в основном была положительно оценена критиками и имела коммерческий успех. Она стала четвёртым хитом Джексона из альбома Thriller, попавшим в топ 10 чартов Billboard, получив пятые строчки Billboard Hot 100 и R&B Singles. «Wanna Be Startin’ Somethin’» оказалась успешнее последовавшего за ней сингла «Human Nature», который добрался лишь до седьмой позиции в Hot 100. Песня дважды возвращалась в чарты: в 2008 году, когда было выпущено переиздание альбома Thriller 25 и в 2009 году в связи со смертью исполнителя. Ремикс на эту композицию под названием «Wanna Be Startin’ Somethin’ 2008», записанный с Эйконом, стал вторым синглом, выпущенным с Thriller 25.
В отличие от двух предыдущих синглов из альбома Thriller «Billie Jean» и «Beat It», «Wanna Be Startin’ Somethin’» не сопровождался видеоклипом. В сентябре 2012 года на официальном канале Джексона на YouTube было выложено концертное исполнение этой песни на туре Bad World Tour.

## История создания
Музыкальный критик Нельсон Джордж считает, что «Wanna Be Startin’ Somethin’» была написана под влиянием поездки Джексона в Африку в 1974 году. Вместе со своими братьями он посетил остров Горе́ на Сенегале. Там он услышал игру сенегальских барабанщиков, благодаря чему написанная позже композиция приобрела межкультурный колорит. В интервью журналу Jet в 1979 году Джексон рассказал: «Я всегда считал, что чернокожие — самая талантливая раса на земле. Но когда я отправился в Африку, то еще больше убедился в этом. Они делают невероятные вещи, они чувствуют ритм. Я увидел, откуда на самом деле пришли ударные инструменты. Не хочу, чтобы чернокожие забыли, откуда пришли, откуда появилась наша музыка. Не хочу, чтобы это было забыто».
Песня была написана и записана в 1978 году для альбома Джексона Off The Wall примерно в одно время с «Don't Stop 'til You Get Enough» и «Workin' Day and Night». В 1982 году певец перезаписал её для Thriller. По словам клавишника Рода Темпертона «Wanna Be Startin’ Somethin’» стала одной из трёх песен, которые первыми были избраны в трек-лист альбома. Также она стала одной из четырёх композиций, написанных для него самим певцом.
Джексон занимался аранжировкой ритма, на ударных сыграл перкуссионист Паулино да Коста, аранжировка духовых инструментов была поручена Джерри Хэю. В интервью журналу TV Guide 1999 года Джексон признался, что остался недоволен тем, в каком виде «Wanna Be Startin’ Somethin’» была включена в альбом. Певец объяснил, что, работая над песней в студии, ему так и не удалось воплотить все связанные с ней замыслы.

## Особенности композиции

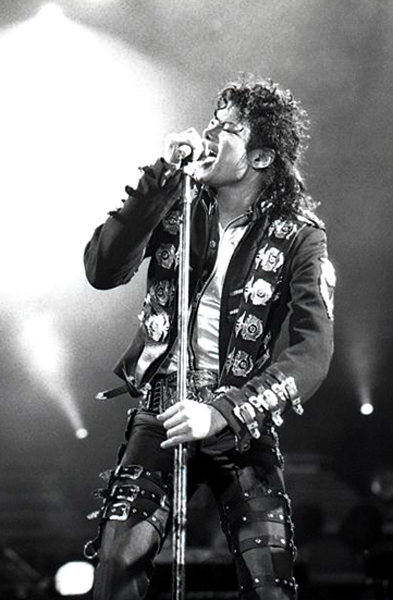
Джексон исполняет «Wanna Be Startin’ Somethin’» на концерте Bad World Tour

«Wanna Be Startin’ Somethin’» — композиция умеренно-оживлённого темпа, написанная в тональности ми мажор. Песня начинается с синтетического барабанного боя, за ним следует волна хуков и полиритмии. Вокал Джексона дополняют клавишные, малые барабаны и валторны. В журнале Newsweek в 1983 году песню охарактеризовали так: «Хлопки, пронзительное звучание духовых. Карнавал перкуссии. Электрогитары звучат как оркестр африканских барабанов».
В тексте Джексон выступает против сплетен и СМИ. В Slant Magazine отметили, что, на первый взгляд, простая песня на самом деле является сложным «музыкальным гобеленом» с несколькими ссылками на другие композиции. Для «Wanna Be Startin’ Somethin’» Джексон использовал часть припева песни «Soul Makossa» камерунского музыканта Ману Дибанго: «Mama-say mama-sah ma-ma-coo-sah». Часто ошибочно считается, что этот фрагмент исполняется на суахили, но на самом деле поются слова на основе языка дуала. Джексон ускорил ритм изначально монотонного припева Дибанго и исполнил его выше. В тексте «Wanna Be Startin’ Somethin’» также имеется отсылка к другой композиции Джексона — «Billie Jean» — в строчках: «Billie Jean is always talkin'/When nobody else is talkin'/Tellin' lies and rubbin' shoulders/So they called her mouth a motor» (рус. «Билли Джин всегда болтает,/когда все остальные молчат./Лжет и пожимает плечами,/её язык прозвали мотором»). Рецензенты журнала Pitchfork отметили жанровое разнообразие песни: немного фанка и диско, агрессивный математический рок, элементы экспериментальной и африканской популярной музыки.

## Выпуск сингла и критика
«Wanna Be Startin’ Somethin’» была выпущена синглом 8 мая 1983 года, в продажу поступили 7- и 12-дюймовые виниловые пластинки. В Японии на 7-дюймовом сингле отдельно была выпущена отредактированная инструментальная версия. Песня стала четвёртым хитом Джексона из альбома Thriller, попавшим в топ 10 чартов Billboard, получив пятые строчки Billboard Hot 100 и R&B Singles. «Wanna Be Startin’ Somethin’» оказалась успешнее последовавшего за ней сингла «Human Nature», который добрался лишь до седьмой позиции в Hot 100. Композиция получила платиновый сертификат в США и серебряный в Великобритании.
Кристофер Коннелли из Rolling Stone назвал трек «боевым и гиперактивным». «Создаётся впечатление, что песня выходит из под контроля», — писал Коннелли. Позже журналисты издания отметили: «Через открывающую композицию волнистую линию баса, через голос певца можно почувствовать глубину души исполнителя». В журнале Billboard песню описали так: «безжалостное звучание драм-машины, эластичная линия баса и настойчивый, почти агрессивный вокал Джексона». В Newsweek трек назвали «шестью минутами музыкального неистовства». Многие критики отметили, что «Wanna Be Startin’ Somethin’» — одна из тех композиций, в которых певцом впервые раскрывается тема паранойи и тёмных фантазий. Рецензент портала Allmusic Стивен Томас Эрльюин назвал «безумную» «Wanna Be Startin’ Somethin’» одной из лучших песен альбома Thriller наряду с «Billie Jean»: «Это [не только] самый свежий фанк в альбоме, [но] и самый страшный трек, когда-либо записанный Джексоном». Журналист Pitchfork писал, что эта композиция Джексона стала «пособием» для тех, кто желает создать величайшую песню в мире.
Песня получила номинацию на «Грэмми» как Лучшая ритм-н-блюз песня, но уступила другой композиции Джексона — «Billie Jean». В 2015 году «Wanna Be Startin’ Somethin’» заняла вторую строчку  в списке «200 Лучших песен 1980-х» по версии журнала Pitchfork.

## Концертные выступления
«Wanna Be Startin’ Somethin’» открывала концертный тур группы The Jacksons Victory (1984 г.), а также сольный тур певца Bad World Tour (1987—89 гг.). Композиция исполнялась Джексоном на Dangerous World Tour (1992—93 гг.) и HIStory World Tour (1996—97 гг.). Она вошла в сет-лист бесплатного концерта, посвящённого Дню Рождения султана Брунея, в июле 1996 года. Планировалось, что «Wanna Be Startin’ Somethin’» будет открывать несостоявшийся в связи с кончиной Джексона тур This Is It. Именно для последнего тура певца был запланирован самый масштабный, по сравнению с предыдущими постановками, номер. Была разработана стеклянная сфера, которая должна была летать вокруг Джексона и над зрителями во время исполнения песни, а затем приземлиться на ладонь певца.
Официально концертные выступления с «Wanna Be Startin’ Somethin’» были выпущены на DVD: Live in Bucharest: The Dangerous Tour и Live at Wembley July 16, 1988. Репетиция для тура This Is It вошла в документальный музыкальный фильм Майкл Джексон: Вот и всё.

## Список композиций
- 7" (номер в каталоге Epic Records — 34-03914)[16]

| №  | Название                      | Длительность |
| -- | ----------------------------- | ------------ |
| 1. | «Wanna Be Startin’ Somethin’» | 4:15         |

| №  | Название                                     | Длительность |
| -- | -------------------------------------------- | ------------ |
| 2. | «Wanna Be Startin’ Somethin’» (Instrumental) | 4:15         |

- 12" (номер в каталоге Epic Records — 49-03915)[16]

| №  | Название                      | Длительность |
| -- | ----------------------------- | ------------ |
| 1. | «Wanna Be Startin’ Somethin’» | 6:30         |

| №  | Название                                     | Длительность |
| -- | -------------------------------------------- | ------------ |
| 2. | «Wanna Be Startin’ Somethin’» (Instrumental) | 6:30         |

- 12" (номер в каталоге Epic Records — TA 3427)[16]

| №  | Название                      | Длительность |
| -- | ----------------------------- | ------------ |
| 1. | «Wanna Be Startin’ Somethin’» | 6:30         |

| №  | Название                                     | Длительность |
| -- | -------------------------------------------- | ------------ |
| 2. | «Wanna Be Startin’ Somethin’» (Instrumental) | 6:30         |
| 3. | «Rock With You» (Live)                       | 3:55         |

- 7" (номера в каталогах Epic Records — EPCA 3427, A3427)[16]

| №  | Название                      | Длительность |
| -- | ----------------------------- | ------------ |
| 1. | «Wanna Be Startin’ Somethin’» | 6:30         |

| №  | Название               | Длительность |
| -- | ---------------------- | ------------ |
| 2. | «Rock With You» (Live) | 3:55         |

## Участники записи
| - Майкл Джексон — музыка, текст, вокал, бэк-вокал, аранжировка вокала, духовых, ритма, stomp box - Грег Филингейнс — родес-пиано, синтезатор - Дэвид Уильямс — синтезатор - Льюис Джонсон — бас-гитара - Паулино да Коста — перкуссия - Джерри Хэй — труба, флюгельгорн, аранжировка духовых - Ларри Уильямс — саксофон, флейта | - Билл Рейченбах — тромбон - Куинси Джонс — аранжировка ритма - Джулия, Максин и Оурен Уотерсы (The Waters) — бэк-вокал - Джеймс Ингрэм — бэк-вокал - Бенни Халл — бэк-вокал - Бекки Лопез — бэк-вокал - Нельсон Хей — stomp box - Стивен Рэй — stomp box |

## Позиции в чартах и сертификации
| Чарт (1983)             | Высшая позиция |
| ----------------------- | -------------- |
| Австралия               | 25             |
| Бельгия                 | 3              |
| Великобритания          | 8              |
| ФРГ                     | 16             |
| Ирландия                | 5              |
| Канада                  | 1              |
| Нидерланды              | 3              |
| Новая Зеландия          | 35             |
| США (Hot 100)           | 5              |
| США (R&B/Hip-Hop Songs) | 5              |
| Чарт (2008)             | Высшая позиция |
| Дания                   | 22             |
| Италия                  | 14             |
| Швейцария               | 30             |
| Чарт (2009)             | Высшая позиция |
| Великобритания          | 57             |
| Германия                | 75             |
| Нидерланды              | 31             |
| США (Hot Digital Songs) | 20             |
| Швейцария               | 37             |

| Страна               | Сертификат |
| -------------------- | ---------- |
| Великобритания (BPI) | Серебряный |
| США (RIAA)           | Платиновый |

## Wanna Be Startin’ Somethin’ 2008
«Wanna Be Startin’ Somethin’» была перезаписана Джексоном для переиздания его альбома Thriller 25. Ремикс получил название «Wanna Be Startin’ Somethin’ 2008». В записи принял участие Эйкон: в композицию был добавлен его вокал, певец стал одним из продюсеров трека. Песня была выпущена на CD и виниловых пластинках на лейблах Epic Records и Legacy Recordings в январе 2008 года. Она стала вторым синглом из Thriller 25 и последним прижизненным синглом Джексона.
Песня получила разнообразные отзывы критиков. В Allmusic писали, что композиция превратилась в «унылый фортепьянный мрак», но, несмотря на то, что песня — не самая выдающаяся на пластинке, она всё же лучше, чем Ферги, «бессмысленно повторяющая слова Джексона в композиции „Beat It 2008“» или Will.I.Am, «превративший „The Girl Is Mine“ в незадачливый танцевальный трек». В Rolling Stone песню посчитали «отличной», отметив, что энергичная композиция превратилась в балладу со слегка замедленным вокалом.
В чартах «Wanna Be Startin’ Somethin’ 2008» стала успешнее первого сингла из Thriller 25 — «The Girl Is Mine 2008». В американском чарте Billboard Dance Club Play Songs композиция добралась до второй строчки, а в списке, составленном по итогам года, получила 19 место. В Австралии трек получил золотую сертификацию.

### Список композиций
12" (номер в каталоге Epic Records — 88697290951)
| №  | Название                                                              | Длительность |
| -- | --------------------------------------------------------------------- | ------------ |
| 1. | «Wanna Be Startin’ Somethin’ 2008» (Radio Edit)                       | 3:51         |
| 2. | «Wanna Be Startin’ Somethin’ 2008» (Johnny Vicious Club - Radio Edit) | 3:36         |

| №  | Название                                                            | Длительность |
| -- | ------------------------------------------------------------------- | ------------ |
| 3. | «Wanna Be Startin' Somethin' 2008» (Johnny Vicious Full Club Remix) | 9:03         |

### Участники записи ремикса
- Майкл Джексон — музыка, текст, вокал, бэк-вокал
- Эйкон — музыка, вокал, программирование
- Джорджио Тьюнфорд — музыка, программирование
- Марк «Exit» Goodchild — запись ремикса

### Позиции в чартах
| Чарт (2008)                 | Высшая позиция |
| --------------------------- | -------------- |
| Австралия                   | 8              |
| Бельгия                     | 15             |
| Германия                    | 63             |
| Италия                      | 20             |
| Новая Зеландия              | 4              |
| США (Hot 100)               | 81             |
| США (Dance Club Play Songs) | 2              |
| Франция                     | 10             |
| Швеция                      | 3              |